# Junior Benjamin
Junior Benjamin (Radio Range, Antigua y Barbuda, 13 de agosto de 1992) es un futbolista profesional antiguano que juega como delantero en  el Ottos Rangers de la Primera División de Antigua y Barbuda. Es internacional con la selección de fútbol de Antigua y Barbuda.

## Carrera

### Clubes
| Club          | País              | Año       |
| ------------- | ----------------- | --------- |
| Grenades FC   | Antigua y Barbuda | 2010-2011 |
| Ottos Rangers | Antigua y Barbuda | 2011-     |

### Selección nacional
Debutó el 1 de abril de 2018 en un partido amistoso con Dominica en un empate 0-0.
El 22 de marzo de 2019, Benjamin anotó su primer gol para Antigua y Barbuda con una victoria de 2-1 contra Curaçao, lo que resultó en un puesto de clasificación para la Liga B de la Liga de Naciones de CONCACAF.

### Goles internacionales
| N.º | Fecha                   | Sede                                                        | Adversario | Gol  | Resultado | Competencia                                           |
| --- | ----------------------- | ----------------------------------------------------------- | ---------- | ---- | --------- | ----------------------------------------------------- |
| 1.  | 23 de marzo de 2019     | Estadio Sir Vivian Richards, North Sound, Antigua y Barbuda | Curazao    | 2 –1 | 2-1       | Clasificación de la Liga de Naciones CONCACAF 2019-20 |
| 2.  | 11 de octubre de 2019   | Estadio Sir Vivian Richards, St. John's, Antigua y Barbuda  | Guyana     | 1 –0 | 2-1       | 2019-20 CONCACAF Liga de Naciones B                   |
| 3.  | 18 de noviembre de 2019 | Estadio Ergilio Hato, Willemstad, Curazao                   | Aruba      | 1 –1 | 3–2       | 2019-20 CONCACAF Liga de Naciones B                   |